# Generador electroquímic

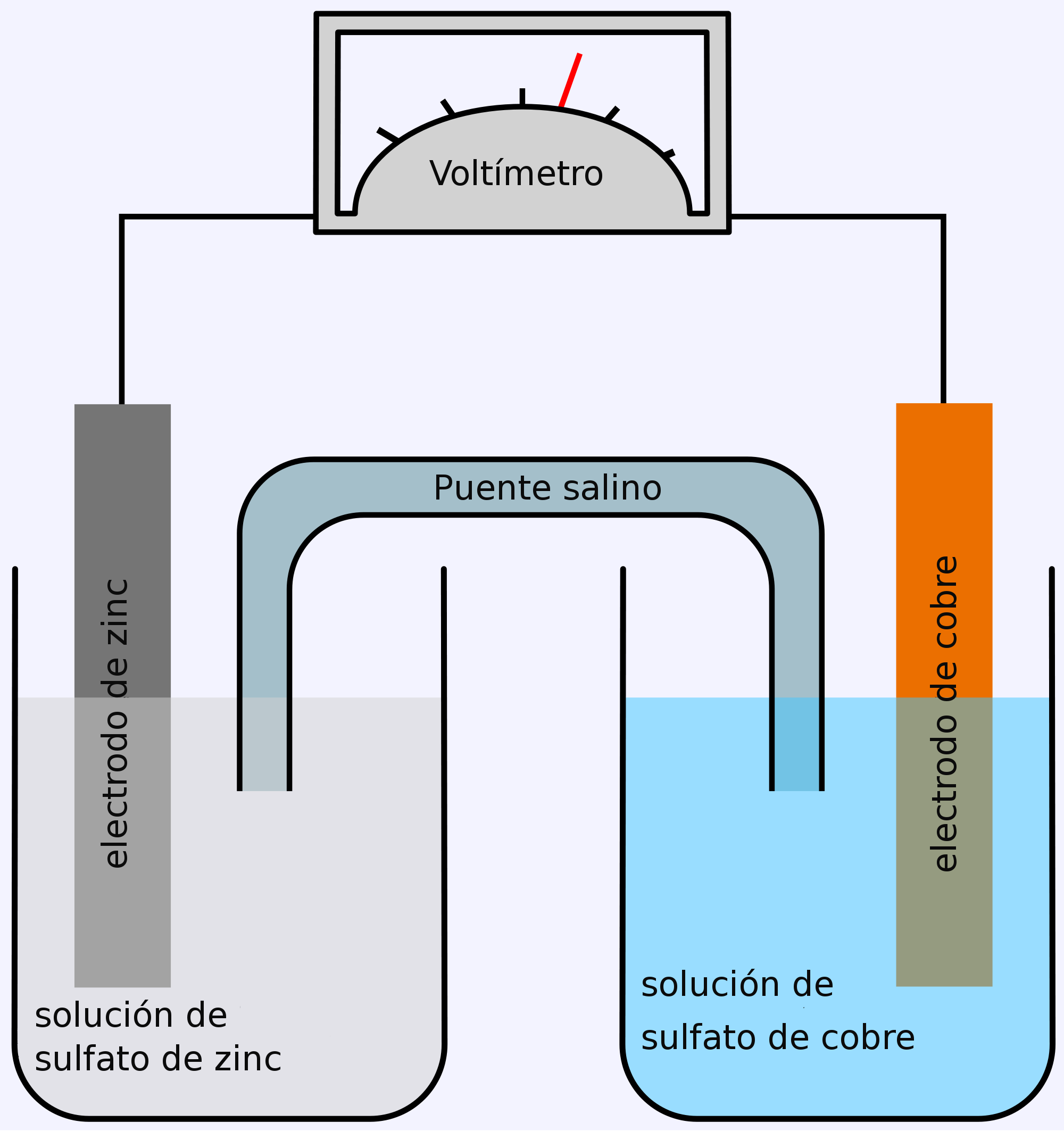
Esquema d'una cel·la galvànica de Zn-Cu.

Un  generador electroquímic  és un tipus de generador elèctric que converteix directament l'energia química emmagatzemada en substàncies químiques en un corrent elèctric, mitjançant una reacció química, sense passar per altres tipus d'energia com energia tèrmica, mecànica o magnètica.
El primer generador electroquímic va ser la pila de Volta. El seu desenvolupament ha estat molt ampli a causa de les aplicacions tan diverses i quotidianes que posseeixen.
El més senzill dels generadors electroquímics és la cel·la electroquímica que genera un corrent elèctric amb una diferència de potencial o força electromotriu d, aproximadament 1 2 volts, a partir d'una reacció d'oxidació-reducció.

## Generadors oberts i tancats
Una classificació simple dels generadors electroquímics els divideix en funció de si els reactius s'emmagatzemen dins o fora del propi dispositiu:
- Oberts: Intercanvien matèria amb l'entorn, és a dir, el generador només conté els elements per a la transformació d'energia però no emmagatzema els reactius que han d'arribar des de l'exterior. S'empren sobretot quan algun dels reactius és un gas. Un exemple és la pila de combustible.

- Tancats: Només intercanvien energia amb l'entorn, doncs tots els reactius estan dins del propi sistema. És el cas més freqüent de piles i bateries.

## Tipus de generadors electroquímics i les seves diferències
També podem tipificar-los per algunes de les seves característiques, com el fet de ser sistemes simples (cel·la o element) o compostos (bateries), o també per la seva capacitat per ser regenerats o "recarregats" després de l'esgotament produït després del seu ús (possible en els acumuladors però no en les piles normals).
Encara que no sempre s'usen amb propietat aquests termes, convé especificar el seu significat i les seves diferències:
- Cel·la o element voltaic és una cel·la electroquímica primària que pot generar un corrent elèctric. Consta de dues semicel·les connectades on es realitzen els processos elementals de la oxidació (ànode) i la reducció (càtode), apareixent entre ells una diferència de potencial d'alguns volts. Alguns exemples són la cel·la de Volta, la cel·la Daniell, la pila Bunsen, etc.

- Pila elèctrica és qualsevol dispositiu, generalment petit, que converteix energia química en energia elèctrica per un procés químic transitori.[3] Generen un corrent des del primer moment sense necessitat d'un procés de "càrrega inicial", però una vegada esgotades, no admeten la seva reutilització. En sentit estricte, és un conjunt de diversos elements o cel·les voltaiques, apilats verticalment i connectats en sèrie per obtenir un corrent de major voltatge, com la pila de Volta que mostra el dibuix de la dreta.

| cel·la electroquímica (element)                  | Bateria de sis elements                   | Generador obert                        |
| ------------------------------------------------ | ----------------------------------------- | -------------------------------------- |
| Cel·la fotovoltaica amb pont salí                | Bateria d'automòbil                       | Pila de combustible d'hidrogen         |
| Cel·la fotovoltaica amb pont salí (aprox. 1,5 V) | Bateria d'automòbil (acumulador de 12 V.) | Pila de combustible de hidrogen (12 V) |

- Bateria és un conjunt de diversos elements o cel·les voltaiques, agrupats horitzontalment i connectats en sèrie per obtenir el mateix corrent a un voltatge més alt, com la bateria d'automòbil. De vegades s'usa aquest terme com a sinònim de pila o de generador elèctric.

- Acumulador és una cel·la electroquímica secundària que pot emmagatzemar energia elèctrica per posteriorment generar un corrent elèctric. Els seus components són similars als de les piles però inicialment requereixen un procés de "càrrega" (fer passar un corrent a través d'ella per generar les substàncies químiques capaces de fer-la funcionar durant la "descàrrega"). Alguns exemples són les piles o bateries recarregables.

| Piles d'un sol ús                                 | Bateria recarregable                        | Aplicació de la pila de combustible                        |
| ------------------------------------------------- | ------------------------------------------- | ---------------------------------------------------------- |
| Piles alcalines                                   | Bateria d'ió liti                           | Mercedes-Benz F-Cell                                       |
| Piles alcalines de diferent grandària i voltatge. | Bateria d'ió liti (acumulador recarregable) | Cotxe amb motor elèctric alimentat per pila de combustible |

## Agrupaments de generadors
Encara que es poden establir connexions mixtes, hi ha dues formes bàsiques d'agrupar o connectar entre si els elements o generadors electroquímics:

### Connexió en sèrie
S'uneix l'elèctrode negatiu d'un element amb l'elèctrode o pol positiu del següent. La força electromotriu del conjunt equival a la suma de totes elles. Permet obtenir majors diferències de potencial encara que la resistència interna del conjunt també és la suma de les resistències de tots els elements.
| En sèrie                                            | En paral·lel                                    |
| --------------------------------------------------- | ----------------------------------------------- |
| Generadors en sèrie                                 | Generadors en paral·lel                         |
| Veq = V1+V2+V3+V4 = 1,5 V+1,5 V+1,5 V+1,5 V = 6,0 V | Veq = V1 = V2 = V3 = V4 = 1,5 V (llarga durada) |

### Connexió en paral·lel
S'uneixen tots els elèctrodes negatius entre si i també tots els elèctrodes o pols positius entre si. La força electromotriu del conjunt equival a la de cadascuna d'elles, si són totes iguals. El conjunt té menys resistència interna i més durada.